# Rhabdodontomorpha
Rhabdodontomorpha — клада базальних птахотазових динозаврів з групи орнітопод (Ornithopoda), що існувала у крейдовому періоді. До клади відносять останнього спільного предка Rhabdodon priscus та Muttaburrasaurus langdoni та всіх його нащадків.